# Quelaines-Saint-Gault
Quelaines-Saint-Gault är en kommun i departementet Mayenne i regionen Pays de la Loire i nordvästra Frankrike. Kommunen ligger i kantonen Cossé-le-Vivien som tillhör arrondissementet Château-Gontier. År 2022 hade Quelaines-Saint-Gault 2 141 invånare.

## Befolkningsutveckling
Antalet invånare i kommunen Quelaines-Saint-Gault
| Referens: INSEE |